# Esselen (jezična porodica)
Esselenian.- Malena porodica indijanskih jezika s obale Kalifornije čijim su jezicima govorile skupine Esselen Indijanaca. Jezik esselen je nestao a potomci im se služe engleskim jezikom. Porodica Esselenian dio je Velike porodice Hokan. 

## Vanjske poveznice
- Ethnologue (14th)
- Ethnologue (15th)

Ethnologue (16th)
- Esselenian Family